# Fröhlich, Frei, Spaß dabei
Fröhlich, Frei, Spaß dabei (Alternativtitel: Disneys wackere Helden) ist der neunte abendfüllende Zeichentrickfilm der Walt-Disney-Studios und stammt aus dem Jahr 1947. Der Film ist der vierte von sechs Filmen, die zwischen 1943 und 1949 entstanden, der aus verschiedenen Teilen anstatt aus einer einzelnen Geschichte besteht.
In Deutschland lief der Film nicht im Kino, sondern erschien erstmals in den 1980er-Jahren in einer stark bearbeiteten Fassung unter dem Titel Micky, Donald und Goofy im Märchenland auf Video. In dieser Fassung waren alle Teile der Rahmenhandlung entfernt, dafür wurde der Kurzfilm Ben und Ich eingefügt, um die Zeit aufzufüllen. Die ungekürzte Fassung wurde erstmals am 14. September 1999 auf Video veröffentlicht. Hierfür wurde der komplette Film neu synchronisiert. Dabei wurden einige Lieder im englischen Original belassen.

## Handlung
Der Film besteht aus zwei Teilen, die durch eine Rahmenhandlung verbunden werden. Der Film beginnt mit einem Lied von Jiminy Cricket (der Grille aus dem Disney-Film Pinocchio). Anschließend hört er sich eine Schallplatte an, auf der Dinah Shore die Geschichte von Bongo erzählt.
Bongo ist eine Verfilmung der gleichnamigen Erzählung von Sinclair Lewis. Dem Zirkusbär Bongo gefällt es im Zirkus nicht mehr. Er bricht aus und trifft im Wald auf andere Bären, deren Sitten er jedoch nicht kennt. Um das Herz seiner Herzdame Lulubelle zu erobern, muss er erst seinem Rivalen Lumpjaw gegenübertreten.
Anschließend begibt sich Jiminy Cricket in das Haus des Bauchredners Edgar Bergen, wo dieser in einer Realfilm-Sequenz einem Kind und zwei Bauchrednerpuppen die Disney-Fassung des englischen Märchens Hans und die Bohnenranke erzählt:
In Micky und die Kletterbohne klettern Micky Maus, Donald Duck und Goofy eine Kletterbohne hinauf, um die Singende Harfe aus dem Haus von Willi, dem Riesen, zu retten.
Als Edgar Bergen das Märchen mit der Rettung der Harfe beendet, öffnet der Riese das Dach von Bergens Haus auf der Suche nach Mickey Maus und geht den Berg hinunter nach Hollywood.

## Synchronisation
| Rolle                       | Originalsprecher | Deutscher Sprecher (1980) | Deutscher Sprecher (1992) |
| --------------------------- | ---------------- | ------------------------- | ------------------------- |
| Jiminy Grille               | Cliff Edwards    | Willi Röbke               | Mogens von Gadow          |
| Erzähler und Solist (Bongo) | Dinah Shore      | N/A                       | N/A                       |
| Micky Mause                 | Walt Disney      | Harry Wüstenhagen         | Mario von Jascheroff      |
| Donald Duck                 | Clarence Nash    | Clarence Nash             | Peter Krause              |
| Goofy                       | Pinto Colvig     | Jürgen Kluckert           | Walter Alich              |
| Die Singende Harfe          | Anita Gordon     | Susanne Tremper           | N/A                       |
| Willie der Riese            | Billy Gilbert    | Gernot Duda               | Wolfgang Kühne            |
| Edgar Bergen                | Edgar Bergen     | Nicht synchronisiert      | N/A                       |
| Charlie McCarthy            | Edgar Bergen     | Nicht synchronisiert      | N/A                       |
| Mortimer Snerd              | Edgar Bergen     | Nicht synchronisiert      | N/A                       |
| Luana Patten                | Luana Patten     | Nicht synchronisiert      | N/A                       |

## Sonstiges
- Der US-Kinostart des Films war am 27. September 1947.
- Es werden folgende Songs gesungen: I'm Happy Go Lucky Fellow, Fun and Fancy Free, My, What a Happy Day, Fe Fi Fo Fum und My Favorite Dream. Der Song I'm Happy Go Lucky Fellow, den Jiminy Cricket am Anfang singt, wurde ursprünglich für Pinocchio geschrieben und aufgenommen, aber dann doch nicht verwendet.
- Die dem Segment Bongo zugrunde liegende Erzählung von Sinclair Lewis war erstmals 1930 in der Cosmopolitan veröffentlicht worden.
- Als Micky und die Kletterbohne in den 1960er-Jahren einzeln im Fernsehen gezeigt wurden, wurden die Szenen mit Edgar Bergen und seinen Freunden durch neu animierte Szenen mit der Disney-Figur Primus von Quack (Ludwig Von Drake) ersetzt, der in dieser Fassung als Erzähler dient.
- Für das Segment Micky und die Kletterbohne gab es eine Szene im Storyboard, in der Micky Maus die Kuh an die Königin des glücklichen Tals (Minnie Maus) verkauft. Diese Szene wurde aber nicht animiert. In einer frühen Storyboard-Version verkauft zudem Honest John Foulfellow – der Fuchs aus Pinocchio – Micky Maus die magischen Bohnen. Das wurde aber für die endgültige Kinofassung geändert.
- Das Segment war zudem das letzte Mal, dass Walt Disney Micky Maus seine Stimme lieh. Jedoch übernahm Jim MacDonald die Stimme Mickys bereits in einigen Teilen des Films, als Disney keine Zeit mehr hatte. Billy Gilbert, die Stimme von Riese Willi (Willie, the Giant), war ein bekannter Radio-Komiker und -Sprecher und die Stimme von Hatschi in Schneewittchen und die sieben Zwerge (1937).

## Medien
VHS
- Fun and Fancy Free. USA, 1982.
- Fröhlich, Frei, Spaß dabei. Walt Disney Home Video, 1999.

Laserdisc
- Fun and Fancy Free. 50th Anniversary Edition. USA, 1998.

DVD
- Fun and Fancy Free (Disney Gold Classic Collection). Walt Disney Home Video, 2000.
- Fröhlich, Frei, Spaß dabei. Special Collection. Walt Disney Home Video, 2003.
- Disney Classics: Fröhlich, Frei, Spaß dabei. Walt Disney Studios Home Entertainment, 2017.